# Millettia pterocarpa
Millettia pterocarpa là một loài rau đậu thuộc họ Fabaceae.
Loài này chỉ có ở Malaysia.